# Anna Maria Strada
Anna Maria Strada, coneguda com la Stradina (Bèrgam, 1703 - íd., 20 de juliol de 1775) va ser una soprano italiana del segle XVIII, una de les cantants preferides de Georg Friedrich Händel, per a la qual va compondre un gran nombre d'obres.

## Biografia
Potser era filla dels cantants Giuseppe Maria Strada, baix, i d'Adriana Strada. En la primera part de la seva carrera va actuar a diverses ciutats italianes, com Venècia, cantant a La verità in cimento, d'Antonio Vivaldi, el 1720; també Milà, Livorno, quan el desembre de 1721 hi va cantar Ginevra di Scozia, de Domenico Sarro, i Nàpols, on va adaptar el llibret de Vincenzo Cassani per a l'estrena mundial de Silla dittatore, del compositor Leonardo Vinci. Es va casar amb l'empresari de teatre Aurelio del Pò.
El 1729 es va traslladar a Londres, on va ser una de les cantants escollides de Händel per a les seves òperes: va debutar al desembre creant el paper d'Adelaida a Lotario, amb Antonio Bernacchi i Annibale Pio Fabri al His Majesty's Theatre; el gener de 1730 va ser Cleopatra a Giulio Cesare. Va ser la prima donna en totes les òperes i oratoris de Georg Friedrich Händel fins al 1737, inclosa l'òpera-ballet Terpsicore, una revisió d'Il pastor fido, Orlando a l'estrena del gener de 1733, en què va interpretar Angelica; el paper principal de Partenope, en l'estrena del febrer de 1730; el personatge d'Elmira a Sosarme, re di Media, en l'exitosa estrena del febrer de 1732. També a l'inici dels anys 30 va cantar a Scipione, a Admeto, a l'estrena mundial de Poro, re delle Indie, a Rinaldo, Rodelinda, en l'estrena mundial d'Ezio, Flavio, Alessandro, i també en les dels oratoris Deborah i Esther.

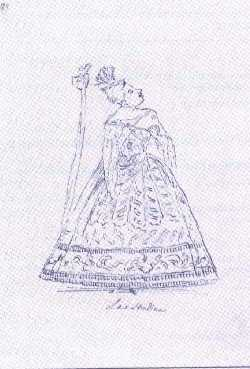
Caricatura d'Anton Maria Zanetti que representa Anna Maria Strada

Strada va ser l'única cantant de la companyia de Händel que no el va abandonar per unir-se a l'Opera of the Nobility el 1733, i el 1732 va rebutjar l'oportunitat de cantar per a Giovanni Bononcini. Al 1733 va cantar a l'estrena mundial d'Athalia a la Universitat d'Oxford, Acis i Galatea a la Christ Church d'Oxford i al novembre va interpretar Ottone, amb Margherita Durastanti i Giovanni Carestini al Her Majesty's Theatre, on al 1734 va ser la protagonista de l'estrena mundial d'Arianna in Creta i d'Il Parnasso in festa, que també va cantar a l'abril a la Royal Opera House, Covent Garden. Al 1735 estrenà Ariodante i Alcina. Posteriorment estrenà també La Festa d'Alexandre, Arminio, Partenope, Giustino, Il trionfo del tempo e della verità i Berenice, òperes, oratoris o festes dramaticomusicals compostes per Händel. Strada va marxar de Londres el 1738 per tornar a Itàlia, on continuaria cantant fins a retirar-se al Bèrgam natal.
La seva veu posseïa un timbre esplèndid i una notable extensió, amb una gran força expressiva. Les àries que Händel va compondre per a ella indiquen que el seu registre vocal devia ser d'unes dues octaves, en el punt àlgid de la seva carrera.